# グリーングラス
グリーングラス（1973年4月5日 - 2000年6月19日）は、日本中央競馬会に所属していた競走馬・種牡馬。
テンポイント、トウショウボーイと共に、3頭の馬の頭文字を取って「TTG」と称され、三強の一角を担った。クラシック戦線最後の菊花賞で花開いた晩成の馬で、名前から「緑の疾風」と呼ばれた。
- 馬齢については2000年まで使用されていた旧表記（数え年）を用いる。

## 生涯

### 誕生・デビュー前
1973年4月5日、青森県上北郡天間林村（現・七戸町）の諏訪牧場で誕生。諏訪牧場は埼玉県在住の馬主・諏訪忠兵衛が北海道の牧場に預けていた自分の牝馬を飼養するために開いた牧場で、1955年に前山農場を買収して創業され 、1956年には群馬県畜産課長であった間梯三が牧場長に就任した。
父・インターメゾはハイペリオン系のイギリス産馬で、1969年にセントレジャーステークスを勝ち、同年のフリーハンデ長距離部門で1位となった。競走馬引退後間もなく日本中央競馬会により購入されて4歳のうちに来日し、1971年に日本軽種馬協会七戸種馬場で供用を開始。グリーングラスがセカンドクロップに当たる新種牡馬で、他の代表産駒としては皐月賞3着のステイード、毎日王冠を勝って天皇賞（秋）を1番人気に支持されたタカラテンリュウがいる。一時期はインターメゾ産駒というだけで東京優駿や菊花賞で穴人気になる馬もいた程であったが、全日本種牡馬ランキングは、タカラテンリュウが重賞を3勝した1983年の22位が最高であった。後にブルードメアサイアーとしてもサクラスターオー・スーパークリークと2頭の菊花賞馬を輩出するなど、競走馬としても種牡馬としても長距離色が強かった。1991年に種牡馬を引退し、正確な没年は不明だが、1994年か1995年頃に28歳または29歳で死去したと見られている。
母・ダーリングヒメは英ダービーと2000ギニーの二冠を制したニンバス産駒で、現役時代の1968年に七夕賞や福島大賞典を勝ち、夏のローカル開催に強かったことから「夏女」と呼ばれた。曾祖母のダーリングはトキノミノルの1歳上の全姉で、諏訪がダーリングを手に入れたのは偶然であった。弟と同じ東京・田中和一郎厩舎に入ることになっていたが、体が小さいため買い手が無く、そのときには相談を受けた一人に諏訪がいた。諏訪はダーリングの母系が小岩井農場の系統であったことから、繁殖牝馬としての可能性も加味して、東京優駿の1着賞金が60万円の時代に現在ならば億単位の70万円で購入。
牧場主の間によれば、当歳時は「ホレボレするような馬」で、「欲しいという人が何人もいて、どこに行かせたらよいか困った」というほど際立っていた。2歳時の1974年春になると背が伸びだし、10月の時点で体高（キ甲＝首と背の境から足元まで）は163cmに達していた。後に管理調教師となる中野吉太郎は「キュウリにワリバシを刺したみたいだ」とよく口にしていたが、競走馬引退時には体高170cmに達しており、細身の馬体は曾祖母ダーリングの系統の特徴だという。吉太郎は諏訪牧場と同じ上北郡大深内村（現・十和田市）出身で、吉太郎の厩舎で調教助手をしていた実子の中野隆良は人に誘われてたまたま馬を見に来た際、まだ生後2ヶ月であったグリーングラスのバランスの良さに一目惚れした。
福島県福島市で電機製品の製造組立てなどの会社「月電工業 」を営んでいた馬主の半沢吉四郎が、勝負服製作メーカー「河野テーラー」の2代目・河野政平と牧場を訪れた際に購入を決める。11月に半沢の地元である福島競馬場へ入厩すると、調教の動きから早くから評判となり、3歳時の1975年4月になると福島遠征中の増沢末夫が毎朝自主的に調教を買って出た。半沢によればこのとき増沢は「ハイセイコー以上」と語ったといい、後に菊花賞をグリーングラスで制した安田富男も福島に遠征してきており、この頃から同馬への騎乗を希望していた。
当初は「ジュリアスシーザー」で馬名申請をしたが申請が通らず、2度目は「アランドロン」で申請するも当然却下され、3度目の「グリーングラス」でようやく決定。半沢が兄弟で馬名を考えている時に、ラジオからトム・ジョーンズの「思い出のグリーングラス」が流れてきたのが由来である。
半沢は兄弟で会社を興し、馬主になったが、双子の弟・信彌が吉四郎の死後に法人馬主「半沢（有）」として兄の勝負服を引き継ぐ。後にグラスワンダーの馬主となるが、グラスという冠名は同馬に由来する。
グリーングラスは後に中山・中野吉太郎厩舎へ入厩したが、デビュー前に肺炎をこじらせてしまったため、3歳時は未出走に終わる。

### 競走馬時代

#### 4歳（1976年）
1976年1月31日の東京で郷原洋行を鞍上にデビュー戦を迎え、2番人気に支持されたが4着に終わる。1番人気で楽勝したのは、後にライバルとなるトウショウボーイであり、さらには後にトウショウボーイとの間でミスターシービーを産むシービークインも出走して5着に入っていた。6着のタイエンジェルにはテンポイントと共に東上していた鹿戸明が騎乗し、「伝説の新馬戦」としてしばしば語られる。
2走目の新馬戦も4着に敗れ、3月13日に行われた3戦目の未勝利戦でようやく初勝利を飾るが、続く300万下では初めての不良馬場で4着に終わる。皐月賞は厩務員の労働組合による春闘の影響もあり、調教過程でストライキの微妙な影響もあって断念。
その後は吉太郎の死去で中野の厩舎に転厩し、東京優駿（日本ダービー）出走へ僅かな望みをかけて出走したNHK杯では1勝馬ながら5番人気に支持されたが、勝ち馬のコーヨーチカラから1.5秒も離された12着と大敗。トウショウボーイが既に皐月賞を勝ち、ダービー2着となってクラシック戦線の主役であったのに対し、グリーングラスの春はほとんど無名であった。
6戦目の鞍上を郷原から安田に替え、クライムカイザーがトウショウボーイを敗ったダービー翌週のあじさい賞（300万下）で2勝目を挙げる。安田は中野が助手をしていた時から親しくしており、会うたびに「隆良ちゃん、乗せてよ」とデビュー後のグリーングラスの騎乗を頼んでいた。安田は福島遠征時にデビュー前のグリーングラスの精悍で力強い動きに魅了され、面識があった半沢に連絡を取って騎乗依頼したこともあったが、諸事情で郷原になっていた。
あじさい賞は得意のパワー優先の重馬場も味方して鮮やかな差し切り勝ちを決め、安田はデビュー前の印象は間違いではなかったことを確信した。
岡部幸雄が初めて騎乗したマーガレット賞（600万下）は2着、イットーの半弟ニッポーキングが勝利したセントライト記念と同じ日の10月3日、鞍上を安田に戻した中距離ハンデキャップ（600万下）も2着であった。中距離Hでは直線で勝利が目前になった途端、地方から来た小柄な古馬トミカゼに前へ回りこまれ、首を上げてしまった。レースを観戦していた作家の古井由吉は、その時のグリーングラスについて、後にエッセイの中で「一瞬突っ立つようになった時の、怯えた目が忘れられない。」と書いている。
足長の大きな体をもて余しながらのレースが続いて出世が遅れてしまったが、中野は「距離が延びたら大きなレースで活躍してくれる」と思っていた。
阪神でトウショウボーイが京都新聞杯を勝利した日と同じ24日に中山で行われた鹿島灘特別（600万下）を写真判定の末にアタマ差で制し、ようやく3勝目を挙げた。2着馬は初勝利及び2勝目の時の3着馬 シマノカツハルであり、第37回菊花賞の3週間前の出来事であった。その後すぐに栗東トレーニングセンターに移して調整されたが、菊花賞の1週間前にはフルゲート21頭に対して35頭の登録があり、グリーングラスは25番目で並んでいた。当時菊花賞へ出走するには獲得賞金がぎりぎりの状態で、グリーングラスを上回る獲得賞金の馬が出走表明をした場合、その時点で菊花賞への出走は絶たれるという微妙な状態であった。かなり出走は厳しい状況であったが、馬主の半沢の強い希望があっての栗東入りであった。もし出走できない場合は中山に帰って来るつもりで、菊花賞当日の条件戦には登録していなかった。
冷静な中野とは対照的に安田は「菊花賞に乗れる可能性がある」だけで有頂天になり、菊花賞と同じ日に東京で主戦を務めてきたプレストウコウが特別戦に出走を予定していたが、二者択一を迫られた末にグリーングラスを選んだ。まだ出走が確定していない4日前の11月10日に自宅に友人知人10数人を集め、菊花賞の前祝いでどんちゃん騒ぎをやった。部屋にはファンの人物が沢山買ってきた色とりどりの菊花が飾られ、築地から魚を仕入れて板前も呼ばれた。安田はその席で「絶対に単勝を買うんだ」と意気込むファンに「いや、複勝にしろ」と言ったが、周囲は皆、勝てる勝てると言い、安田の母・梅世まで勝てると言った。
翌11日の段階であと1頭回避すれば出られる状況となり、12日には目の前にいた馬が条件戦に回る。迎えた14日の菊花賞は獲得賞金順で21頭中21番目、回避馬による繰り上がりで出走。まさに滑り込みであったが、中野は後に「レースで立て続けに不利を被るなど馬自身に運がなかったが、鹿島灘特別を写真判定で勝ってから勝負運が激変した」と語っている。
レースは皐月賞馬トウショウボーイ、ダービー馬クライムカイザー、そしてテンポイントが三強を形成。トウショウボーイは天性のスピード馬だけに重馬場の3000mは不安もあったが、鞍上に「天才」福永洋一を得てまさに盤石と思われ、単勝オッズは1.8倍と抜けていた。クライムカイザーは皐月賞から全くトウショウボーイと同じローテーションであったが、ダービー以外は全てトウショウボーイの後塵を浴びており、こちらも父は短距離血統のヴェンチアと距離に不安があった。この2頭が史上初の2頭同時の単枠指定となり、場外発売の小倉競馬場でこの2頭の組み合わせ1点を3000万円余も買った人がいたことが話題になった。一方のテンポイントはダービー7着後に骨折が判明して休養したが、復帰戦の京都大賞典で古馬に混じって3着と復活の気配を見せていた。この三強の後にはニッポーキング、夏の新潟記念は11番人気で2着→京王杯オータムハンデキャップで最下位人気ながら古馬を一蹴→セントライト記念でもニッポーキングの3着に入った抽選馬のライバフット、ダービー4着→日本短波賞・セントライト記念2着で嶋田潤から武邦彦にバトンタッチするフェアスポート、京都大賞典で古馬やテンポイントを破ったパッシングベンチャ、ムーンライトハンデキャップ（900万下）を勝った「西の新星」ホクトボーイ、北九州記念・小倉記念で古馬を破って連勝した小倉巧者のミヤジマレンゴと続いた。
グリーングラスは鞍上の安田が京都で騎乗するのが初めてということもあって12番人気に過ぎなかったが、前日夜半からかなり降った雨による馬場の悪化に安田は密かな希望を抱く。グリーングラスの2勝目、3勝目は共に芝2000mで重馬場での勝利であり、その2戦とも手綱を取っていた安田は、本番当日の早朝には自らの足で芝コースを歩いてその緩み具合を確認し、競馬が始まると関係者席から各レースの馬や騎手の動きを凝視した。
競馬場の昼休みには「思い出のグリーングラス」がBGMとして流れ、安田がパドックで跨がった時には別馬のように成長していたグリーングラスに「もしかしたら」と思うと、中野は安田に対して「トウショウボーイとクライムカイザーを負かそうと思えば奇襲作戦しかない。内をぴったりと回ってくれば、2周目の4コーナーではかならずインコースが開く。そこを回って一か八かの勝負だ」と言った。
レースはトウショウボーイとテンポイントが好スタートを切り、外からバンブーホマレ、センターグッドの8枠2頭が行き、トウショウボーイとテンポイントはすぐさま下げる。前に馬がいて、トウショウボーイが絶好の展開に持ち込んだかに見えたが、テンポイント騎乗の鹿戸がぴったりと貼りついた。グリーングラスは11番枠からのスタートであったが、1周目の4コーナーでは早くも内ラチ沿いの6、7番手に潜り込むと、道中も好位のインをキープ。対して三強は互いの位置を確認し合いながらの心理戦を繰り広げ、2周目の3コーナーの坂で馬群の外めへ持ち出して動き出す。先に先頭に立ったのはトウショウボーイで、すかさずテンポイントが続き、後方からクライムカイザーが上がりを見せ、4コーナーでは三強が雁行状態となる。最後の直線ではテンポイントがトウショウボーイを交わして最後の一冠を手にすると思われた瞬間、直線半ばでインコースから伸びて捕らえると、テンポイントに2馬身半の差を付けて勝利した。
熱烈なテンポイントファンでこのレースを実況していた杉本清（当時・関西テレビアナウンサー）は「それ行けテンポイント!鞭などいらぬ!押せ!」と叫びながらも「内からグリーングラス!内からグリーングラス!」と実況し、ゴール後は僅かに絶句した後に絞り出すような声で「グリーングラスです……内を通ってグリーングラスです!」と告げていたが、樋口忠正（当時・ラジオ関東アナウンサー）は「グリーングラス大殊勲!今年の菊花は黄菊でした!大輪の花はグリーングラス!」と伝えた。杉本は本馬場入場では「秋の深まりとともに、刻々と変化していくグリーングラス」と紹介したが、前夜祭でファンに質問を受けた際には「これは要らないでしょ」と参加した皆で一蹴していた。
場内の観衆は黒鹿毛な大柄な馬体に名前と同じ緑色のメンコをつけたグリーングラスが勝つのを見て言葉を失い、「大レースが終わると必ず同時に湧き上がる喚声もなく、奇妙な静けさすら漂っていた」が、後に「遅れてきた青年」「第三の男」と呼んだ。スポーツ報知のデスクであった若林菊松記者（現・東京競馬記者クラブ会友）だけは、春のクラシック終了時点の「競馬四季報夏号」でグリーングラスの短評に「この馬は将来必ず大きな仕事を成し遂げるだろう」と寄せていた。
トウショウボーイは前夜の雨で濡れていた馬場に苦しみ、福永も敗因として重馬場と距離不適に加え、神戸新聞杯がピークで、調子を落としていたとの見解を述べた。テンポイントはトウショウボーイが馬場に苦しんでいたことでそのまま先着したが、外にふくらむ悪癖が出てしまった。レース後、オーナーの高田久成は敗北を噛みしめながら馬場を歩いて一周し、勝負の冷酷さを嫌というほど味わった。
グリーングラスの勝利をフロック視する声に対して、武田文吾は「空を飛ぶような末足だった」とこれを否定。中野が思わぬ勝利にただ呆然として、調教師席の椅子から腰を上げて立っていた時、杖を左手に持った武田は中野の側へ音もなくやって来て「おめでとう」と短い言葉で祝福すると、右手をさし出した。温かな感触と、握ってくれた力の加減が、中野は現在でも忘れられずにいる。武田は「日本の競馬丸は、今のままではいつか必ず沈没する。行く末をしっかりと見据えて、あらゆることを改革して進んでいかなくてはいけないんだ。みんなで競馬丸の安全航海を末長く見つめ続けなくちゃいかん」と言い続け、中野は握手をしてくれた男が武田と分かった瞬間、菊花賞を手にした嬉しさや、馬作りの世界に飛びこんできて良かったとの感動が胸中で初めて実感できた。
この菊花賞はTTGが初めて顔を揃えたレースでもあり、三強時代の幕開けとなるレースとなった。鞍上の安田はクラシック初騎乗で初勝利という偉業を達成し、生涯唯一のGI級レース及び八大競走制覇となったほか、後にJRA全場重賞制覇を達成した安田にとって、これが唯一の京都での重賞勝ちでもあった。管理調教師の中野も開業2年目でクラシック初出走初制覇、初の重賞制覇がGI級及び八大競走となった。青森産馬のクラシック制覇は、1971年に優駿牝馬を勝ったカネヒムロ以来5年ぶりであった。
グリーングラスの単勝5250円は2021年現在でも菊花賞の単勝最高払い戻し金額であり、枠連は8030円という波乱であった。なおグリーングラスは第21回有馬記念は予備登録していなかったため、菊花賞が4歳最後のレースとなった。
蛯名正義は巨人ファンの野球少年であった小学生時代、グリーングラスが勝利した菊花賞を見て騎手を志すようになる。元々、父が競馬好きであり、たまたま蛯名が家にいる時にテレビでレースを観た。小学校時代の蛯名には凄く衝撃的で、漠然と「かっこいいな。こんな仕事があるんだったらやってみたいな」と思ったのが一番のきっかけであった。
後にKBS京都「日曜競馬中継」で司会を務める青芝フックは楽屋で芸人仲間が人気馬の話ばかりする中、一人だけグリーングラスから流して的中。後に著書で菊花賞の頃になると「思い出のグリーン・グラス」を思い出すことや「僕の名前が”青芝”英語に直訳すれば、ブルーグラスやけど、青い芝とはグリーングラスなのだ。」という理由も書いている。

#### 5歳（1977年）
1977年は1月23日のアメリカジョッキークラブカップから始動し、前年秋の天皇賞馬アイフルやニッポーキングに次ぐ3番人気に推された。レースではそれらを向こうに回し、3コーナー大捲りで直線粘り込むという強い競馬で2着のヤマブキオーに2馬身1/2の差を付け、2分26秒3のレコードタイムで完勝。菊花賞がフロックでないことを証明し、後に中野は「グリーングラスが勝ったレースでは一番強かった」と評している。4着のハーバーヤングに騎乗していた岡部も「向こう正面の坂のあたりから行ってもっちゃうんだから。（…）馬力が違うっていう感じだった。」と語っている。5着は菊花賞以来2度目の対戦で、グリーングラスと同じく始動戦のクライムカイザーであった。鞍上はデビュー以来手綱を取っていた加賀武見から、初騎乗の柴田政人に乗り替わっていた。このレース以降、グリーングラスは両前の球節など、大形馬の宿命である慢性的な脚部不安に苦しめられる。それほど体質も強くなかったため、6歳以降の出走回数は4歳時の10戦を下回る9戦だけに止まった。
次走の目黒記念（春）では最重量の60kgを背負って1番人気に推されたが、当時オープンクラスに昇格したばかりで7kg軽い53kgのカシュウチカラに2馬身差の2着となった。前年の菊花賞から同じローテーションのクライムカイザーは4着で、柴田はこの2戦で降板。
この辺りから右橈骨に慢性的な痛みを抱えるようになり、第75回天皇賞は2ヶ月前より栗東・坂口正大厩舎に滞在して調整したが、中間に歯替わりと虫歯で順調さを欠く。レースでも菊花賞同様インコースを突くもテンポイントの雪辱を許す4着に敗れたが、7着までを同世代で独占した。トウショウボーイは関西に移動はしたものの、直後に右肩に不安が出たため不出走となり、続く第18回宝塚記念がTTG二度目の顔合わせとなった。6頭立てながらアイフル・クライムカイザー・ホクトボーイと実力馬が揃い、TTGが上位人気を分け合った。レースはトウショウボーイが勝利し、2着にテンポイント、グリーングラスは3着に終わる。5歳を迎え充実期を迎えつつあった両馬にはかなわず、橈骨の状態が最悪な中で挑んだグリーングラスはトウショウボーイを追走するだけで精一杯であった。
この連敗で安田はグリーングラスから降ろされカシュウチカラに騎乗し、嶋田功に乗り替わり挑んだ7月3日の日本経済賞を2分33秒8のレコードタイムで勝利。ムキになった安田はグリーングラスの弱点を知っているため、カシュウチカラで何がなんでもグリーングラスの内から潜ろうとしたが、1コーナーを回るところですぐに落馬。安田は「やっぱり馬のことも考えて乗らなきゃ、憎しみで競馬乗るとこんな破目になるな」と気がついて反省した。
その後に夏負けしたため、秋は前哨戦を叩かずにぶっつけで11月27日の第76回天皇賞に出走。テンポイントは当時の天皇賞勝ち抜けルールで出走できなかったため、トウショウボーイとの二強対決となった。脚部不安と熱発もあり、休養明けと順調さに欠いたものの、トウショウボーイに次ぐ2番人気となる。レースでは向こう正面よりトウショウボーイと競り合う形で暴走して末脚を無くし、両者共倒れで後方に待機していたホクトボーイの5着に敗れるが、競り合ったトウショウボーイ（7着）には先着した。グリーングラスは悍性が強くステイヤーとしては落ち着きに欠き、レース中に騎手との折り合いを欠く場面もしばしば見られたため、中野と安田が天皇賞の敗因の一つに挙げている 。
続く12月18日の第22回有馬記念はTTG三度目、そして最後の顔合わせとなる。レースはマルゼンスキーも出走を表明し、ホクトボーイ・カシュウチカラを始めとする有力馬が回避。翌年正月の東西金杯などに回る陣営が相次ぎ、結局マルゼンスキーは脚部不安により直前に引退するが、8頭立てと少頭数によるレースとなった。
最終的にはテンポイントとトウショウボーイの歴史的なマッチレースとなり、結果は1着テンポイント、2着トウショウボーイであった。グリーングラスは天皇賞後の回復も早く、カイ喰いも文句なしであった。スタートで隣の枠のスピリットスワプスに寄られる不利があったが、前2頭を見る位置で巧く折り合い絶好の展開となる。直線では幾分内にササリ気味で追い辛くなり、トウショウボーイに半馬身まで迫る3着がやっとであったが、4着の菊花賞馬・プレストウコウは6馬身もの差をつけられており、TTに肉薄できたのは唯一この馬だけで、負けはしたものの三強と呼ばれるに相応しい実力を見せた。このレースを有馬記念ベストレースはもとより、日本競馬史上最高のレースに推すファンは今も少なくない。
特番収録用に実況した杉本は実況席ではなく、スタンドにロープで区切りを作った中から「中山の直線を!中山の直線を流星が走りました!テンポイントです!」という競馬史上に残る名文句を残しているが、後に著書の中で、最後の直線で競り合うテンポイントとトウショウボーイの後方にグリーングラスが迫ってきたのを見て「実況しながら内心『またこいつ来たんか』と思った」と当時の心境を述懐している。先述したように杉本による実況はあくまで特番収録用としての録音であるので、一般には盛山毅（当時・フジテレビアナウンサー）による「テンポイント力で、トウショウボーイを、そしてグリーングラスをねじ伏せました!」という実況も広く知られている。
トウショウボーイに騎乗した武はレース後まで3着にグリーングラスが入ったことに気付かず、記者からこのことを聞かされると「3着?グリーングラス?来てたの。知らなかったよ」と答えた。
このレースについて後に安田は、内に入れていればグリーングラスは勝っていた旨を述べており、騎乗していた嶋田も最後の直線、内に切れ込んでしまい追い切れなかったと発言している。ただし当時、この時期の中山は内が極端に荒れており、内ラチ沿いを走らせる騎手は皆無であった。その後、トウショウボーイが引退したため、TTGが2度と揃うことはなかった。中野は後にインタビューで、トウショウボーイとテンポイントをどう思っていたか尋ねられると、「全く意識していなかった」と言い、「というより、トウショウボーイもテンポイントも、これっぽっちもライバルとは思っていなかった。こっちはいつも右前脚のことで精一杯だったから」と語っている。
この年の古馬のフリーハンデではテンポイント・トウショウボーイに及ばなかったが、ホクトボーイと共に62kgで3位の評価を得た。これは年度によっては首位になるような値であり、過去5年間で古馬フリーハンデ1位が62kgの年は3回あり、1975年フジノパーシア、1973年タイテエム、1972年ヤマニンウエーブが古馬部門の首位になっていた。

#### 6歳（1978年）
1978年はTTの2頭がターフを去っていよいよグリーングラスの天下かと思われたが、相変わらず橈骨の痛みに悩まされていた。中野はできるだけ使うのを我慢し、春の天皇賞に照準を合わせて馬を仕上げていった。
同年もAJCCから始動するもカシュウチカラにクビ差の2着、落馬負傷の嶋田から4歳時以来の騎乗となる岡部に乗り替わったオープン競走では3着。右前脚の深管が痛んで順調さを欠いていたが、第77回天皇賞の直前調教で状態が一変して橈骨の状態も良く、本番では1番人気に支持された。このレースは2番人気プレストウコウ、3番人気カシュウチカラと共に史上初の3頭同時単枠指定となった。レースはこれといった逃げ馬の存在がなく、スタートが切られると4、5頭が並んで出ていき、スタートの良かったグリーングラスはその並びの先頭にいたが、並びの中からビクトリアシチーとロングイチーが行くと、グリーングラスは内で他馬が行くままに3番手に下げる。最大のライバルと目されていたプレストウコウ中団、3番人気のカシュウチカラは最後方に付けていたが、最初の3コーナーから4コーナーを回る際に場内が騒然となる。プレストウコウが馬群の中で鞍ズレを起こし、立ち上がって失速した。鞍上の郷原は立ち上がった状態のまま騎乗し、直線へ入ると、馬群から避難させるようにプレストウコウを出し、失速しても走り続けるが、大きく遅れて競走を中止した。競走馬の故障や騎手の落馬以外での競走中止は当時はおろか現在でも極めて珍しい部類であり、場内が異様なざわめきに包まれる中、キングラナークとハッコウオーが先頭に立つ。グリーングラスは内ラチぴったりに4、5番手の好位を進み、向こう正面に入って流れがさらに一転。グリーングラスが一気に先頭に立ち、このレースも実況していた杉本は「もう、二度上って、そして下った京都のこの坂であります。これを克服してこそ、グリーングラス、栄光の盾!」と伝えた。ここで3コーナーの坂で外から猛然とカシュウチカラが追い上げるが、カシュウチカラの鞍上・出口明見はプレストウコウの戦線離脱を見ており、的を前のグリーングラスに絞っていた。出口騎乗のカシュウチカラがグリーングラスに襲いかかると、2頭が激しく鍔迫り合いをして直線に入る。直線でグリーングラスが一気に後続を突き放すと、懸命にカシュウチカラも追った。内からトウフクセダンが恐ろしいまでの勝負根性で馬群をかき分け、前の2頭に迫る。逃げるグリーングラスと追うカシュウチカラ、トウフクセダンの3頭の争いとなり、他馬は7馬身もちぎられる。トウフクセダンがカシュウチカラの僅か前に出て、2頭が併せ馬でグリーングラスに迫るが、あと1馬身の差を付けて完勝。結果はグリーングラスが二つ目のGI級レース及び八大競走勝ちを収め、鞍上の岡部も天皇賞初制覇。ゴール後に杉本は「緑の街道を突っ走りました!三度目の正直!」と伝えている。
続く第19回宝塚記念ではファン投票で堂々の1位に選出され、エリモジョージ・ホクトボーイも出走して天皇賞馬三つ巴対決となった。当日も単勝2.3倍と抜けた1番人気に支持されたが、マイペースで逃げたエリモジョージを2番手でマークするも捕らえきれず2着。
有馬記念は脚部不安と感冒によりぶっつけで挑むことになったが、スローペースに翻弄されて同じ青森産馬カネミノブの6着に敗れた。

#### 7歳（1979年）
1979年のグリーングラスは更に脚部不安に苦しめられる。3年連続参戦となったAJCCで2着に入り、4ヶ月ぶりで挑んだ第20回宝塚記念はダービー馬サクラショウリの3着。この時は非常に状態が悪かったが、騎乗していた岡部は（休み明けであれだけのレースが出来れば）「もう暮れの有馬記念は勝つだろうと思っていた」という。
結局この2戦のみでシーズン後半を迎え、5ヶ月の休養をとり、有馬記念1ヶ月前の東京のオープン競走で復帰。このレースには本馬とホクトボーイ・インターグシケン・メジロイーグルの4頭のみが出走を表明していたために、登録がレース施行の最低頭数5頭に満たず不成立になる可能性があったが、長期休養で準オープンまでクラスを落としていたイシノマサルが出走したことでレースが成立。11月10日の第5競走に組まれた豪華メンバーのオープン戦はメジロイーグルが逃げ切り、グリーングラスは5馬身差の2着であった。
調子を上げて挑んだ12月16日の第24回有馬記念が、引退レースとなることが決定した。2歳年下のサクラショウリにファン投票1位と1番人気を譲るものの、グリーングラスは2位で2番人気に支持され、3番人気は3歳年下の皐月賞馬ビンゴガルーであった。
この上位人気の3頭以外にも6頭の八大競走優勝馬が出走することとなり、天皇賞馬のホクトボーイ・テンメイ・カシュウチカラ、スピードシンボリ以来の有馬記念連覇を狙うカネミノブ、その有馬記念で2着に入った二冠牝馬インターグロリア、2歳下の菊花賞馬インターグシケンという顔ぶれであった。
4歳から7歳まで各世代の名馬が集結するという稀な豪華メンバーで、有馬記念史上初の16頭フルゲートによる一戦となった。
このラストランでは岡部がハツシバオーに騎乗するため、鞍上には最初で最後のコンビとなる大崎昭一を迎えた。中野から依頼が来た時は大崎も喜び、テン乗りの大崎は中野の気持ちに応えようとする。中野は大崎に「内ラチを頼りに走る馬だから、3コーナーからはインコースをついて、思い切って行ってくれと」一つだけ注文を出した。この頃は気性も落ち着き、大崎は素直で利口な馬と評している。レースは外国産馬ボールドエーカンがハナを切り、カネミノブと同期で中山記念連覇など重賞3勝のカネミカサが2番手に付け、同年の菊花賞2着馬ハシクランツがそれに続き、ハツシバオーが追いかける展開となった。この4頭が先行集団を形成すると、中団グループが三つに分かれる。グリーングラスはいつものように好位の内につけ、その後にビンゴガルー・インターグシケンと続き、前方グループは3頭となる。サクラショウリは前の3頭を見る位置に付け、後方グループのインターグロリア・カネミノブ・メジロファントムは、前方グループと共に挟み込む形でサクラショウリをマーク。天皇賞馬3頭とバンブトンコートの追い込み勢は後方待機策をとり、スタンド前では、逃げるボールドエーカン以外15頭が馬群を形成。1、2コーナー手前でカシュウチカラが先行集団に取り付く以外は淡々としたペースで進むが、2コーナーを曲がり切った所でビンゴガルーが故障。アクシデントをきっかけにレースは動き、グリーングラスはいつもより早めにスパート。大崎が有馬記念初制覇時のカブトシローを彷彿とさせるロングスパートで、3・4コーナー中間地点で先頭に立ち、さらに加速。内からハシクランツが喰らい付くが、4コーナー手前で大崎が勝負を決めるべくムチを連打。サクラショウリがグリーングラスを見る形で追い出し、外からカネミノブ・メジロファントム・ホクトボーイが接近。直線に入ってグリーングラスが二の足を使い後続を離すと、サクラショウリも追い上げるが伸びが見られなかった。カネミノブは内で粘るハシクランツを差して行き脚がつくが、外から内へ蛇行しながら猛追してきたメジロファントムが前を横切ったため、立ち上がって大きく遅れを取ってしまう。逃げる大崎のグリーングラスに、カネミノブを潰す形となった横山富雄のメジロファントムが襲いかかる。加賀武見のカネミノブも態勢を立て直して前を猛追するが、ハシクランツを交わすのが精一杯であった。メジロファントムと馬体を並べてゴールしたグリーングラスがハナ差で凌ぎ、天皇賞と同じく3度目の挑戦で栄冠を得た。レースでは2周目の3コーナーで先頭に立ってそのまま逃げ切り、ゴール前で猛追したメジロファントムとは鼻差という計算し尽くしたような騎乗に「流石に大崎」とファンは感嘆した。
7歳馬の勝利は1969年のスピードシンボリ以来10年ぶりで、青森産馬が2年連続で有馬記念を制覇したが、この年以降勝っていない。
かつてのライバル、トウショウボーイやテンポイントが果たせなかった有終の美を飾り、TTG最後の一頭がターフを去ることとなった。26戦8勝ながら着外は僅か2回だけと安定していたが、大型馬にありがちな瞬発力不足で、今一つ勝ち切れなかった故の結果でもあった。しかしクラシック・天皇賞・グランプリ競走のいずれをも制し、生涯獲得賞金はTTGの中で最も多い史上最高の3億2841万円を記録。グランドマーチス、テンポイント、ファンドリナイロに次いで4頭目の3億円馬になった。この年、グリーングラスはようやく現役最後の年にして、TTの2頭と同じく年度代表馬を受賞。
なお、グリーングラスの引退で日本競馬界はしばらくスターホース不在の時代が続き、1980年代前半はモンテプリンス・ホウヨウボーイ・アンバーシャダイなどが何とかその間を繋いだが、本格的なスターホースの再来にはミスターシービー・シンボリルドルフらの登場を待たねばならなかった。
1980年1月15日に中山で引退式が行われた。有馬記念で使用されたゼッケンを着用し、背中には大崎が跨がった。場内には名前の由来にもなったトム・ジョーンズの「思い出のグリーン・グラス」が流れた。

### 競走馬引退後
引退後は種牡馬となり、1980年から北海道沙流郡門別町（現・日高町）の日高軽種馬農協門別種馬場にて供用開始。晩成の長距離血統ながら初年度64頭、2年目の1981年が73頭、3年目の1982年が80頭とライバルのトウショウボーイに全く引けを取らない数の種付けをこなした。
その後は産駒にさほど恵まれなかったが、数少ない産駒の中から産まれたリワードウイングが1985年のエリザベス女王杯を制す。国内産種牡馬不利の情勢下の中で1頭ながらGI馬を輩出し、その他では金杯 (東)・AJCCを勝ち、引退後には東京で誘導馬を勤めたトウショウファルコや短距離戦線で活躍したトシグリーン、阪神3歳S3着・弥生賞2着のツルマルミマタオーなども活躍した。しかし体質面の弱さが受け継がれ、能力のある馬は故障で大成を阻まれるケースが多かった。
全日本種牡馬ランキングは1985年と1991年の37位が最高位で、種付け頭数が3頭にとどまった1996年に種牡馬を引退。
種牡馬引退後は佐賀県神埼郡脊振村（現・神埼市）のエンドレスファームに引き取られ、日高の馬産地から吉野ヶ里遺跡の近所に在る佐賀の一軒家へと移動し、マスコミに大いに取り上げられ、世間に健在ぶりをアピール。
牧場主の女性はオグリキャップの登場によって、サラブレッドの魅力に引き込まれ、北海道の牧場巡りに出掛けるようになり、オグリキャップ、スーパークリーク、トウショウボーイなど名馬の下を訪ね歩く内に門別種馬場にたどりつくと、一番奥の放牧地で、静かに草を喰むグリーングラスに目が止まる。
牧場巡りではカツラギエースなど人懐こい馬が多い中、グリーングラスは、向こうからやって来ても、威嚇してくるわけでもなく、ただ通り過ぎていった。女性は人に媚びず、孤独に自分の世界を持っているようなグリーングラスを好きになり、毎年、馬産地巡りを行うようになると、再び門別種馬場を訪れた時には、グリーングラスは浦河種馬場に移動していた。女性曰く「あの馬に会わないと、なんか忘れ物をしたよう」になり、門別から浦河に引き返すため、思わず車を飛ばすほど、グリーングラスの存在が気になっていた。
女性は牧場巡りの傍ら、乗馬クラブに預けていた自身の馬のエンドレススカイを、21歳という高齢のため引き取ることを決めて、6年前から馬と暮らす土地を探していた。
グリーングラスの種牡馬引退が決まった1996年春、今まで、放牧地で眺めていただけのグリーングラスが厩舎に入っていたため、ニンジンをあげた時に引退の話を聞く。女性は寒い北海道より、暖かい九州のほうが馬のためだと思って、自身が引き取ることを提案し、軽種馬農協で3、4回ほど理事会を開いて検討した結果、譲り受けることができた。
グリーングラスが九州に来てから互いの誕生日が同じということが分かり、女性はグリーングラスを「G」もしくは「Gちゃん」と呼んだ。
1996年11月に日高から3日間かかって九州に到着したが、元来、輸送に弱いせいもあって、環境に馴染むまで、女性の懸命の努力が続く。グリーングラスが来るまで、馬の世話をした経験がなかったため、獣医学から種付け、出産のノウハウまでをイギリスで学んだ乗馬インストラクターの友人の協力を得た。
九州に来た当初は、長旅の疲れからか、下痢が続き、毛布をかけて、ダウン地のような軽くて暖かい馬服を着せた。食欲は最初から旺盛であり、消化吸収を良くするため、下痢が治まってからも飼い葉はえん麦を炊いた。
最初は表情もあまり見せなかったが、女性がうるさがられるくらい話しかけたり、嫌がってもスキンシップを続けたことで信頼関係が築かれ、グリーングラスも女性の乗馬であった牡馬のエンドレススカイに奇妙な片思いをするようになった。
前がきにしても地面を叩きつけるように勢いがよく、野性的に食らいつく感じ食べ方をするのグリーングラスは、穏やかで控え目な食べ方と対照的なエンドレススカイを牝馬だと思っているようであった。自分のパドックの前をエンドレススカイが通りすぎると、顔はエンドレススカイを見つめたまま一生懸命に後を追い、削蹄してる時も心配そうに見守り、 パドックでは柵にかけられた簾の隙間から覗くこともあった。
九州に来てから2年後にはパドックはさらに広くなり、生活に慣れたグリーングラスは以前よりも食欲が旺盛になり、馬房に帰りたがらないなど頑固になった。
1999年にはグリーングラス産駒の14歳馬ビューティーグラスが熊本県の乗馬クラブからエンドレスファームに加わり、ゴールデンウィークの連休中にはグリーングラスに会いに来た人物は60人を数えた。
晩年まで全くの個人負担で余生を送ったが、2000年6月12日、放牧中アブに刺され驚いて柵に激突し右前脚を粉砕骨折、懸命な治療が続けられたが、6月19日に予後不良の診断を下されて安楽死となった。享年28歳。
厩舎には祭壇が設けられ、7月1日には「名馬グリーングラスをしのぶ会」が行われ、牧場主が思い出を語った。
墓は最後に余生を送ったエンドレスファームに建てられ、墓碑には「偉大なる蹄跡 忘れえぬ思い出 ありがとう名馬グリーングラス号 自由の大地でよみがえれ 緑の風となって…」と刻まれた。
死去後の8月15日に最後の産駒・トゥモローユミが引退し、9月3日には、JRAが行った名馬選定企画「20世紀の名馬大投票」の結果が発表され、4657票でファン投票の第26位に選ばれた。
2003年3月24日にはナカトップグラスが引退して現役産駒がいなくなり、2004年8月15日にはJRAゴールデンジュビリーキャンペーンの「名馬メモリアル競走」として「グリーングラスメモリアル」が、現役時に出走したことがない小倉で施行された。
2022年現在ではグリーングラスの血を引く馬はかなり少なくなっており、リワードウイングの末裔が何頭か残っているに過ぎないが、その中にリワードアンヴァルがいる。

## 競走成績
| 年月日 | 年月日 | 年月日 | 競馬場 | 競走名         | 頭 数 | 馬 番 | 人気 | 着順 | 距離          | タイム  | 騎手     | 着差      | 勝ち馬 / （2着馬）   |
| ------ | ------ | ------ | ------ | -------------- | ----- | ----- | ---- | ---- | ------------- | ------- | -------- | --------- | -------------------- |
| 1976   | 1.     | 31     | 東京   | 4歳新馬        | 18    | 9     | 2人  | 4着  | 芝1400m（良） | 1.26.3  | 郷原洋行 | -1.6秒    | トウショウボーイ     |
|        | 2.     | 22     | 東京   | 4歳新馬        | 19    | 14    | 2人  | 4着  | 芝1600m（稍） | 1.39.9  | 郷原洋行 | -1.2秒    | ローヤルセイカン     |
|        | 3.     | 13     | 中山   | 未出未勝       | 13    | 1     | 1人  | 1着  | ダ1700m（良） | 1.47.8  | 郷原洋行 | 1/2馬身   | （バイエル）         |
|        | 4.     | 4      | 中山   | 300万下        | 12    | 9     | 1人  | 4着  | ダ1800m（不） | 1.53.6  | 郷原洋行 | -0.4秒    | レッドフラッシュ     |
|        | 5.     | 9      | 東京   | NHK杯          | 16    | 9     | 5人  | 12着 | 芝2000m（良） | 2.03.9  | 郷原洋行 | -1.5秒    | コーヨーチカラ       |
|        | 6.     | 6      | 東京   | あじさい賞     | 12    | 7     | 2人  | 1着  | 芝2000m（重） | 2.06.0  | 安田富男 | クビ      | （キシュウリュウ）   |
|        | 7.     | 10     | 中山   | マーガレット賞 | 17    | 10    | 2人  | 2着  | 芝2000m（良） | 2.03.1  | 岡部幸雄 | -0.1秒    | トウフクセダン       |
|        | 10.    | 3      | 東京   | 中距離H        | 17    | 4     | 2人  | 2着  | 芝2000m（良） | 2.02.1  | 安田富男 | -0.3秒    | トミカゼ             |
|        | 10.    | 24     | 中山   | 鹿島灘特別     | 7     | 1     | 1人  | 1着  | 芝2000m（重） | 2.06.6  | 安田富男 | アタマ    | （シマノカツハル）   |
|        | 11.    | 14     | 京都   | 菊花賞         | 21    | 11    | 12人 | 1着  | 芝3000m（重） | 3.09.9  | 安田富男 | 2 1/2馬身 | （テンポイント）     |
| 1977   | 1.     | 23     | 東京   | アメリカJCC    | 13    | 12    | 3人  | 1着  | 芝2400m（良） | R2.26.3 | 安田富男 | 2 1/2馬身 | （ヤマブキオー）     |
|        | 2.     | 20     | 東京   | 目黒記念（春） | 13    | 1     | 1人  | 2着  | 芝2500m（良） | 2.34.6  | 安田富男 | -0.4秒    | カシュウチカラ       |
|        | 4.     | 29     | 京都   | 天皇賞（春）   | 14    | 2     | 2人  | 4着  | 芝3200m（稍） | 3.22.0  | 安田富男 | -0.3秒    | テンポイント         |
|        | 6.     | 5      | 阪神   | 宝塚記念       | 6     | 6     | 3人  | 3着  | 芝2200m（良） | 2.13.8  | 安田富男 | -0.8秒    | トウショウボーイ     |
|        | 7.     | 3      | 中山   | 日本経済賞     | 10    | 4     | 1人  | 1着  | 芝2500m（良） | R2.33.8 | 嶋田功   | 5馬身     | （トウカンタケシバ） |
|        | 11.    | 27     | 東京   | 天皇賞（秋）   | 12    | 10    | 2人  | 5着  | 芝3200m（稍） | 3.23.4  | 嶋田功   | -0.9秒    | ホクトボーイ         |
|        | 12.    | 18     | 中山   | 有馬記念       | 8     | 6     | 3人  | 3着  | 芝2500m（良） | 2.35.6  | 嶋田功   | -0.2秒    | テンポイント         |
| 1978   | 1.     | 22     | 東京   | アメリカJCC    | 6     | 2     | 1人  | 2着  | 芝2400m（良） | 2.28.9  | 嶋田功   | -0.0秒    | カシュウチカラ       |
|        | 4.     | 9      | 中山   | オープン       | 12    | 12    | 2人  | 3着  | 芝1800m（良） | 1.50.6  | 岡部幸雄 | -0.1秒    | プレストウコウ       |
|        | 4.     | 29     | 京都   | 天皇賞（春）   | 16    | 3     | 1人  | 1着  | 芝3200m（稍） | 3.20.8  | 岡部幸雄 | 1馬身     | （トウフクセダン）   |
|        | 6.     | 4      | 阪神   | 宝塚記念       | 7     | 3     | 1人  | 2着  | 芝2200m（重） | 2.14.8  | 岡部幸雄 | -0.6秒    | エリモジョージ       |
|        | 12.    | 17     | 中山   | 有馬記念       | 15    | 1     | 3人  | 6着  | 芝2500m（良） | 2.34.2  | 岡部幸雄 | -0.8秒    | カネミノブ           |
| 1979   | 1.     | 21     | 東京   | アメリカJCC    | 9     | 5     | 2人  | 2着  | 芝2400m（良） | 2.29.3  | 岡部幸雄 | -0.3秒    | サクラショウリ       |
|        | 6.     | 3      | 阪神   | 宝塚記念       | 13    | 6     | 7人  | 3着  | 芝2200m（良） | 2.12.7  | 岡部幸雄 | -0.3秒    | サクラショウリ       |
|        | 11.    | 10     | 東京   | オープン       | 5     | 3     | 1人  | 2着  | 芝1800m（稍） | 1.48.9  | 岡部幸雄 | -0.9秒    | メジロイーグル       |
|        | 12.    | 16     | 中山   | 有馬記念       | 16    | 3     | 2人  | 1着  | 芝2500m（良） | 2.35.4  | 大崎昭一 | ハナ      | （メジロファントム） |

- 1 タイム欄のRはレコード勝ちを示す。
- 2 太字の競走は八大競走。

## 種牡馬成績
- リワードウイング（1985年エリザベス女王杯）
- トウショウファルコ（1992年金杯 (東)・アメリカジョッキークラブカップ）
- トシグリーン（1992年京王杯オータムハンデキャップ、1993年CBC賞）
- ツルマルミマタオー（1989年阪神3歳ステークス3着、1990年弥生賞2着）
- グリーンカップ（1985年セントライト記念2着）[96]
- アサカライラツク（1985年クイーンカップ3着）[97]
- チャームダンサー（1992年東京プリンセス賞）[98]
- タカサゴグリンイチ（1991年金の鞍賞）[99]
- キジヨーグリン（1992年稲穂賞・オールスターカップ《足利》）[100]
- ミホサザン（1991年宇都宮記念）[101]
- グリーンタイセイ（1986年北海優駿、1987年農林水産大臣賞典《札幌》、1988年瑞穂賞）[102]
- トウホクグラス（1993年不来方賞2着、1994年みちのく大賞典・1992年南部駒賞3着）[103]
- リスクトレンディー（1991年サラブレッドチャレンジカップ・サラブレッド大賞典3着）[104]
- ラビアングラス（1989年みちのく大賞典・北上川大賞典, 1992年新春杯高知県知事賞3着、1991年建依別賞・二十四万石賞2着）[105]
- サカモトグラス（1992年南部駒賞2着）[106]
- グリーンルーシー（1991年金の鞍賞2着）[107]
- グランドビクトリイ（1987年4才牝馬特別・新春ジュニア《名古屋》3着）[108]
- トキノグラス（1985年いで湯賞《上山》2着）[109]
- ニシネグリーン（1985年北関東さつき賞2着・北関東ダービー3着、1986年開設記念《足利》3着）[110]
- スターオブドリーム（1993年花吹雪賞3着）[111]
- ムーングラス（1990年しもつけオークス《宇都宮》3着）[112]
- シンカングリーン（1990年天山賞《佐賀》3着）[113]
- スピードグラス（1992年中津桜花賞3着）[114]
- セキノスズモリ（1985年3才優駿《上山》・いで湯賞3着）[115]

プルードメアサイアー
- ザスクープ（1996年京都大障害 (秋)）[116]
- マイネルプレーリー（2003年日経新春杯3着）[117]
- ミリオンゲッター（2001年こまくさ賞2着、若葉賞《上山》3着）[118]
- リワードヴァンガ（1998年新潟グランプリ・1999年迎春賞《新潟》2着）[119]
- フイバークロス（1990年かもしか賞《宇都宮》3着）[120]

## 総評
- スピードのある「近代型ステイヤー」と評され[121]、『晩成ステイヤーの代表格』と思われているが、実際は『スタミナとコーナーリングが取柄の典型的大形馬』といったところであった。細身ながら一般的なステイヤーとはかけ離れた大柄な馬体で、当時の馬としては重く、同期のトウショウボーイに勝るとも劣らない500kg前後の馬体であった。またインを突くコーナーリングについては同馬がラチを頼って走る癖があるためでもあり[64]、器用なタイプとは断定するのは難しいが、勝つときは直線で先頭に躍り出て他馬の追撃を振り切っている。
- 「1年の半分は温泉[注 7]暮らし」と揶揄されていたように、本馬の競走成績は体調面で評価し辛い面があり、競走成績で見たように感冒や熱発も多かった。後に騎乗していた岡部は「この馬は、はっきりしている。（レースに）使わないと、絶対走らない。1回でも使うとコロッと変わる馬なんだ[注 8]（…）別の馬になったような変わりようだった。」 「脚が痛くないときは、競馬の内容が違っていた（…）ほかの馬はおかまいなし。展開もなにもない。行きたいところから行けば、それで力で押し切っちゃう。」 「脚がなんともなかったら、どうなっていただろうね。5歳なんか、負けなかったんじゃないだろうか。」[122]とコメントしており、トウショウボーイとテンポイントの現役時代にこのように評していた。

## 血統表
| グリーングラスの血統                    | グリーングラスの血統               | グリーングラスの血統            | （血統表の出典）                | （血統表の出典）  |
| 父系                                    | ハイペリオン系                     | ハイペリオン系                  | ハイペリオン系                  |                   |
| 父 *インターメゾ Intermezzo 1966 黒鹿毛 | 父の父Hornbeam 1953 栗毛           | Hyperion                        | Gainsborough                    | Gainsborough      |
| 父 *インターメゾ Intermezzo 1966 黒鹿毛 | 父の父Hornbeam 1953 栗毛           | Hyperion                        | Selene                          |                   |
| 父 *インターメゾ Intermezzo 1966 黒鹿毛 | 父の父Hornbeam 1953 栗毛           | Thicket                         | Nasrullah                       | Nasrullah         |
| 父 *インターメゾ Intermezzo 1966 黒鹿毛 | 父の父Hornbeam 1953 栗毛           | Thicket                         | Thorn Wood                      |                   |
| 父 *インターメゾ Intermezzo 1966 黒鹿毛 | 父の母Plaza 1958 鹿毛              | Persian Gulf                    | Bahram                          | Bahram            |
| 父 *インターメゾ Intermezzo 1966 黒鹿毛 | 父の母Plaza 1958 鹿毛              | Persian Gulf                    | Double Life                     |                   |
| 父 *インターメゾ Intermezzo 1966 黒鹿毛 | 父の母Plaza 1958 鹿毛              | Wild Success                    | Niccolo Dell'Arca               | Niccolo Dell'Arca |
| 父 *インターメゾ Intermezzo 1966 黒鹿毛 | 父の母Plaza 1958 鹿毛              | Wild Success                    | Lavinia                         |                   |
| 母 ダーリングヒメ 1964 栗毛             | 母の父*ニンバス Nimbus 1946 鹿毛   | Nearco                          | Pharos                          | Pharos            |
| 母 ダーリングヒメ 1964 栗毛             | 母の父*ニンバス Nimbus 1946 鹿毛   | Nearco                          | Nogara                          |                   |
| 母 ダーリングヒメ 1964 栗毛             | 母の父*ニンバス Nimbus 1946 鹿毛   | Kong                            | Baytown                         | Baytown           |
| 母 ダーリングヒメ 1964 栗毛             | 母の父*ニンバス Nimbus 1946 鹿毛   | Kong                            | Clang                           |                   |
| 母 ダーリングヒメ 1964 栗毛             | 母の母ダーリングクイン 1958 栃栗毛 | *ゲイタイム Gay Time            | Rockefella                      | Rockefella        |
| 母 ダーリングヒメ 1964 栗毛             | 母の母ダーリングクイン 1958 栃栗毛 | *ゲイタイム Gay Time            | Daring Miss                     |                   |
| 母 ダーリングヒメ 1964 栗毛             | 母の母ダーリングクイン 1958 栃栗毛 | ダーリング                      | *セフト                         | *セフト           |
| 母 ダーリングヒメ 1964 栗毛             | 母の母ダーリングクイン 1958 栃栗毛 | ダーリング                      | 第弐タイランツクヰーン          |                   |
| 母系(F-No.)                             | 14号族(FN:14-f)                    | 14号族(FN:14-f)                 | 14号族(FN:14-f)                 |                   |
| 5代内の近親交配                         | Hyperion3×5 Nearco5×3 Nogara5×4    | Hyperion3×5 Nearco5×3 Nogara5×4 | Hyperion3×5 Nearco5×3 Nogara5×4 |                   |
| 出典                                    | 1.                                 | 1.                              | 1.                              | 1.                |

- 妹は1979年のクイーンステークスの勝ち馬・ハザマファースト。半妹のダーリングタイムの産駒・ダーリンググラスは南関東・浦和に所属し、中央競馬招待競走、報知オールスターカップ、川崎記念、浦和記念、ゴールドカップなどの勝ち馬で、第3回ジャパンカップに地方代表として出走（結果は10着）。
- 叔父には1975年の第9回東京4歳ステークスでカブラヤオー・テスコガビーの3着に入ったテキサスシチー、甥には1990年に中山大障害 (秋)を制してJRA賞最優秀障害馬に輝いたワカタイショウがいる[123]。
- その他には1985年のセントライト記念を勝ったタイガーボーイ、根岸S・フェブラリーH2着と七夕賞3着のタイガールイス、フラワーC3着のタイガーローザがいる。
- 前述の通り、母の母の母（曾祖母）ダーリングはトキノミノルの1歳上の全姉[124][125]。